# Ladson
Ladson è un census-designated place (CDP) degli Stati Uniti d'America, situato in Carolina del Sud, diviso tra la contea di Berkeley, la contea di Charleston e la contea di Dorchester.